# Traité d'Almizra

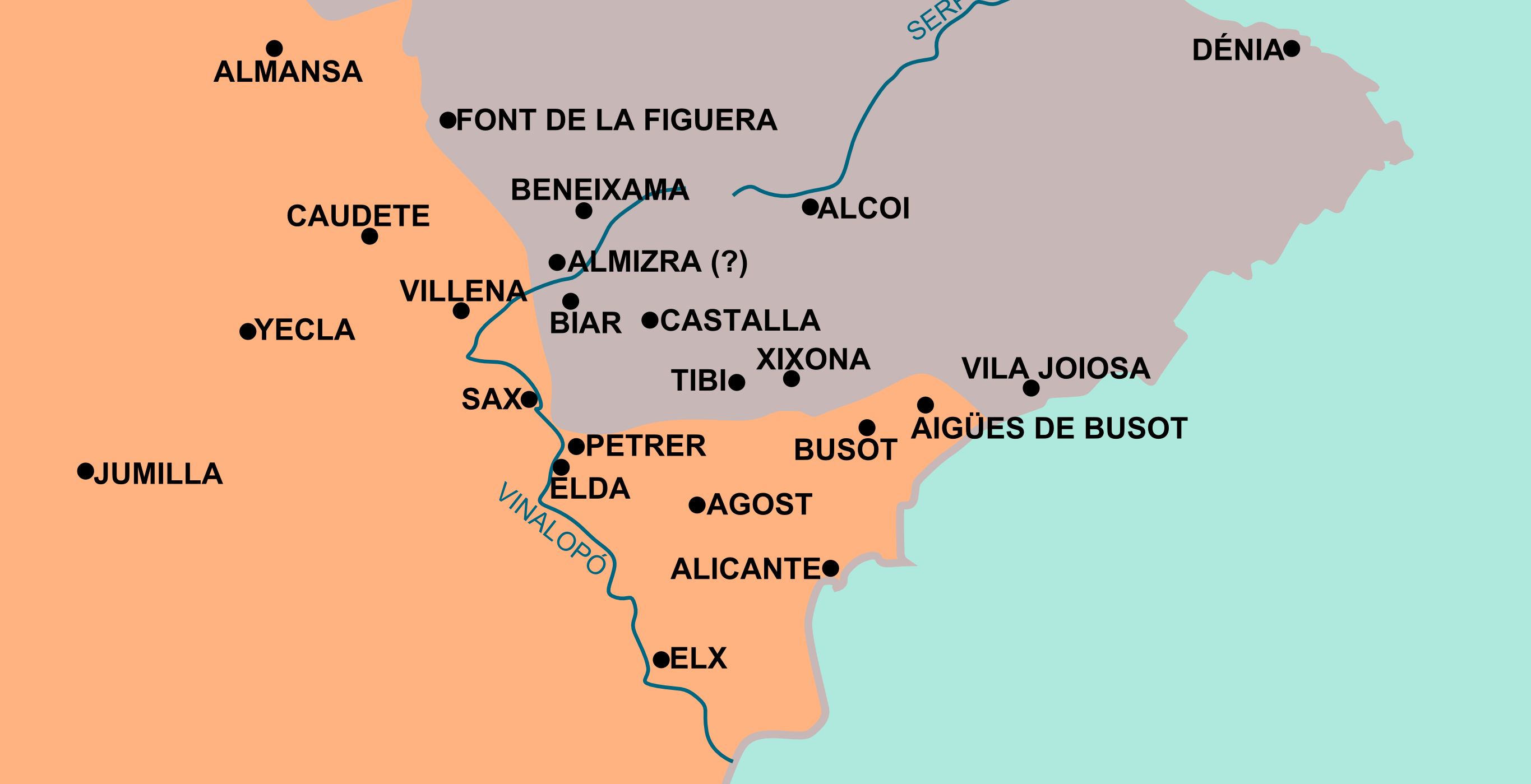
Limites du Traité d'Almizra.

Le traité d'Almizra est signé le 26 mars 1244 entre la couronne d'Aragon et la couronne de Castille, dans le but de fixer les frontières des royaumes de Valence et de Murcie.

## Présentation
Les signataires sont Jacques Ier d'Aragon et l'infant de Castille Alphonse, le futur Alphonse X le Sage et futur gendre de Jacques Ier. Le traité place la frontière sur une ligne Biar-Busot-Villajoyosa, au sud de laquelle les territoires seront sous contrôle castillan.
De tels traités avaient déjà été signés antérieurement (notamment ceux de Tudilén en 1151 et de Cazola en 1179) mais qui n'ont pu éviter les entorses de chacune des parties.
Ainsi, Jacques Ier tente de conquérir Caudete, Villena et Sax, bien que situées au sud de Biar, tandis que l'infant a des visées sur Xàtiva, sur un territoire dévolu à la couronne d'Aragon.